# Matias Barbosa
Matias Barbosa là một đô thị thuộc bang Minas Gerais, Brasil. Đô thị này có diện tích 156,728 km², dân số năm 2007 là 13205 người, mật độ 85,1 người/km².